# 쩐꾸옥쩐
진국진(베트남어：Trần Quốc Chẩn／陳國瑱；1281年2月19日－1328年）. 쩐 인종의 차남. 처음에 혜무왕(惠武王)에 봉해졌다가 혜무대왕(惠武大王)으로 가봉(加封)된다.

## 생애
범오로(范五老)와 함께 1318년 태상황 쩐 영종의 명으로 참파에 출정했다. 후에 그의 딸은 쩐 명종의 황후가 된다. 1328년, 황태자 책봉 문제로 정쟁이 발생한다. 당시 진국진의 딸인 헌자선성황후 진씨는 황자를 출산하지 못했다. 그는 진왕이 서자이므로 황후가 출산한 적자를 태자로 삼아야 한다고 주장했다. 그러나 문헌후(文憲侯)가 그의 가신인 진부(陳缶)에게 뇌물을 주고 진국진을 무고토록 했다. 진부의 무고를 받은 진국진은 쩐 명종의 명령에 따라 자복사(資福寺)에 유폐되었다. 자복사에서 유폐될 때 식사를 제대로 지급받지 않아 유폐된 그 해 3월에 아사했다. 향년 48세였다.